# زنون تترافلورید
زنون تترافلورید (به انگلیسی: Xenon tetrafluoride) با فرمول شیمیایی XeF
4 یک ترکیب شیمیایی است. که جرم مولی آن ۲۰۷٫۲۸۳۶ g/mol می‌باشد. شکل ظاهری این ترکیب، جامد سفید است.
این ماده از واکنش زنون و گاز فلوئور طبق معادله زیر تولید می‌شود:
Xe + 2 F
2 → XeF
4
این واکنش گرمازا بوده و انرژی در حدود ۲۵۱ ژول/مول آزاد می‌کند.